# Keaghan Jacobs
Keaghan Jacobs (Johannesburg, 9 settembre 1989) è un calciatore sudafricano, centrocampista del Gala Fairydean.

## Carriera
Ha giocato nella prima divisione dei campionati sudafricano e scozzese.

## Palmarès

### Club

#### Competizioni nazionali
- Scottish Third Division: 1

Livingston: 2009-2010
- Scottish Second Division: 1

Livingston: 2010-2011
- Scottish Challenge Cup: 1

Livingston: 2014-2015